# Super Aguri SA05
O SA05 é o modelo da ex-equipe Super Aguri na primeira parte da temporada de 2006 da F1. Foi guiado por Takuma Sato, Yuji Ide e Franck Montagny. Era baseado no Arrows A23 usado no ano de 2002.